# Manfred von Richthofen
Manfred Albrecht Freiherr von Richthofen (* 2. Mai 1892 im Breslauer Vorort Kleinburg; † 21. April 1918 bei Vaux-sur-Somme, Département Somme) war ein deutscher Offizier und Jagdflieger im Ersten Weltkrieg. Er erzielte in diesem Krieg als einzelner Pilot die höchste Zahl von 80 Luftsiegen. Richthofen wurde weltweit zu einem der bekanntesten Piloten, an den bis in die Gegenwart Filme, Bücher und andere Medien erinnern. Den populären Beinamen Roter Baron erhielt er posthum erst nach dem Krieg; er geht auf seine adlige Abstammung und den roten Signalanstrich seiner Flugzeuge zurück.

## Leben
Kurzübersicht Beförderungsvita
- Frühjahr 1911 Fähnrich
- 19. November 1912 Leutnant (Ernennung)
- 22. März 1917 Oberleutnant
- 6. April 1917 Rittmeister

### Herkunft und Entwicklung
Manfred von Richthofen entstammte der Adelsfamilie Richthofen. Er war das zweite von vier Kindern des Kavallerieoffiziers Albrecht Freiherr von Richthofen (1859–1920) und dessen Frau Kunigunde, geborene von Schickfus und Neudorff (1868–1962), und ein Nachfahre des preußischen Feldmarschalls Leopold von Anhalt-Dessau und des Generals und Geheimen Kriegsrats Johann Philipp von Beust. Seinen Vornamen erhielt er nach seinem Großonkel, dem General und Flügeladjutant von Wilhelm II. Manfred von Richthofen (1855–1939) Haus Barzdorf. Seine Geschwister waren Elisabeth (1890–1963), genannt Ilse, Lothar (1894–1922), ebenfalls Jagdflieger, und Bolko (1903–1971).
Seine ersten Lebensjahre verbrachte er auf dem großväterlichen Gut Schloss Romberg, das aber wegen wirtschaftlicher Schwierigkeiten verpachtet und schließlich verkauft werden musste. Bis zum 9. Lebensjahr erhielt er Privatunterricht. Dann zog seine Familie nach Schweidnitz in eine Villa in der Vorstadt. Hier besuchte er für ein Jahr die Schule in Schweidnitz. Als Junge interessierte er sich sehr für die Jagd und das Reiten. Bereits mit elf Jahren nahm er an großen Jagdgesellschaften teil. Er war sehr wagemutig und liebte es, gemeinsam mit seinen Spielgefährten die Herausforderung zu suchen. Auf Wunsch des Vaters besuchte er von 1903 bis 1908 die Kadettenanstalt Wahlstatt. Für das Lernen war er nicht sonderlich motiviert, aber ein begeisterter Sportler, der mit viel Ehrgeiz Aufgaben bewältigte, die selbst den Ausbildern enorme Anstrengungen abverlangten. Während dieser Zeit pflegte er sehr intensiv sein Hobby, den Pferdesport. Er nahm an Reitturnieren teil und war mit seinen engsten Freunden viel mit Pferden unterwegs.
Von 1909 bis 1911 besuchte er die Hauptkadettenanstalt Lichterfelde und trat im Frühjahr 1911 als Fähnrich in das Ulanen-Regiment „Kaiser Alexander III. von Rußland“ (Westpreußisches) Nr. 1 in Militsch ein. Dort wurde er nach dem Besuch der Kriegsschule am 19. November 1912 zum Leutnant ernannt und der 3. Eskadron in Ostrowo zugeteilt.

### Kriegseinsatz
Zum Beginn des Ersten Weltkrieges wurde Richthofen mit seinem Regiment an der russischen Grenze eingesetzt und nach wenigen Tagen an die Westfront verlegt. Von Diedenhofen aus überschritt sein Regiment die Grenze zu Luxemburg und marschierte anschließend durch Belgien. Während dieser Zeit unternahm er verstärkt Patrouillenritte zur Aufklärung hinter den feindlichen Linien. Am 1. September 1914 wurde er als Nachrichtenoffizier zur 4. Armee versetzt, die nach den Grenzschlachten vor Verdun lag. Um der Monotonie des Stellungskrieges zu entgehen, beantragte Richthofen am 1. Januar 1915 seine Versetzung. Er wurde am 15. Januar als Ordonnanzoffizier der 18. Infanterie-Brigade zugeteilt. Da diese Tätigkeit sich zumeist im rückwärtigen Gebiet hinter der Front abspielte, hatte er Zeit, seiner Leidenschaft als Jäger nachzugehen. Auch hier fühlte er sich unterfordert und ließ sich zur Fliegertruppe versetzen.
Er trat am 30. Mai 1915 seine Ausbildung als Beobachter bei einem Lehrgang in der Flieger-Ersatzabteilung 7 in Köln an, absolvierte dort einen 30-tägigen Lehrgang und dann einen 14-tägigen praktischen Lehrgang in Großenhain nahe Dresden. Am 21. Juni 1915 wurde Richthofen zur Feldflieger-Abteilung 69 kommandiert, die an der Ostfront in der Nähe von Lemberg im Einsatz war und den Auftrag hatte, Aufklärungsflüge über russische Truppenbewegungen in Russisch-Polen und Galizien durchzuführen. Bei den Aufklärungsflügen bekämpfte Richthofen mehrfach russische Frontsoldaten in ihren Stellungen.
Im August 1915 folgten seine Verlegung von der Ost- an die Westfront und seine Kommandierung zur Brieftauben-Abteilung Ostende. Diese Einheit führte eine Tarnbezeichnung und war in Wirklichkeit das erste Kampfgeschwader der OHL, dessen Zweck darin bestand, Bombenangriffe gegen England zu fliegen. Da die Reichweite der zur Verfügung stehenden Bomber vom Typ AEG G nicht ausreichend war, mussten sich die Flieger mit Einsätzen im Kanal sowie im französischen Hinterland begnügen. Im September 1915 beantragte Richthofen seine Versetzung zur Brieftauben-Abteilung Metz. Auf der Eisenbahnfahrt nach Metz lernte er im Speisewagen Oswald Boelcke kennen.
In Metz absolvierte Richthofen in der Folgezeit seine Ausbildung zum Flugzeugführer, die er im dritten Anlauf bestand. Am 24. Dezember 1915 erhielt er die Fluglizenz. Als Mitglied der 8. Kampfstaffel des 2. Kampfgeschwaders war Richthofen ab 1. März 1916 wieder vor Verdun im Einsatz. Im September 1916 kam er zur Jagdstaffel (Jasta) 2, die unter dem Kommando von Oswald Boelcke stand. Seinen ersten Abschuss erzielte er am 17. September 1916 über Cambrai. Zur Erinnerung an ihre Feuertaufe überreichte Boelcke jedem seiner erfolgreichen Flieger einen Ehrenbecher als Anerkennungsgeschenk. Richthofen kaufte sich nach jedem Luftsieg einen kleinen Silberbecher; er ließ sich von einem bekannten Berliner Juwelier die Becher mit eingraviertem Abschussdatum und dem Flugzeugtyp liefern.
Richthofen war ein geschickter Taktiker, der die von seinem Lehrer Boelcke aufgestellten Grundsätze (Dicta Boelcke) genau beachtete und vor einem Luftkampf meist alle Vorteile auf seine Seite brachte. Boelcke starb am 28. Oktober 1916 während eines Kampfeinsatzes, nachdem er bei einem Ausweichmanöver das Flugzeug seines Kameraden Erwin Böhme touchiert und dabei seine eigene Tragfläche beschädigt hatte. Sein Flugzeug geriet ins Trudeln und stürzte ab. Am 23. November 1916 flog Richthofen mit weiteren Piloten einen weiteren Einsatz. Dabei traf die Jasta 2 über Le Sars auf die Staffel des bekannten britischen Piloten Lanoe Hawker. Im Verlauf des Kampfes entwickelte sich ein Kurvenkampf zwischen Richthofen, der einen Doppeldecker Albatros D.II flog, und Hawker in seinem Airco D.H.2. Der Westwind trieb die beiden über deutsches Gebiet, weshalb Hawker den Kampf abbrach und versuchte, im Zickzackflug über alliiertes Gebiet zurückzukehren. Richthofen schoss Hawkers Flugzeug (das langsamer war als sein Albatros) ab; Hawker starb. Am 27. Dezember 1916 hatte er einen Luftkampf mit James McCudden, dem zweiterfolgreichsten britischen Jagdfliegerass. McCudden konnte nur dadurch entkommen, dass er sehr tief über die britischen Linien flog. Richthofen hätte riskiert von den britischen Bodentruppen beschossen zu werden und musste die Verfolgung abbrechen.
Nach seinem 16. Luftsieg erhielt Richthofen am 12. Januar 1917 den Orden Pour le Mérite, die höchste preußische Tapferkeitsauszeichnung.
Im Januar 1917 wurde Richthofen die Führung der Jagdstaffel 11 übertragen. Seinen Bruder Lothar, den er bereits 1915 dazu bewegt hatte, ebenfalls Militärflieger zu werden, forderte er zur Jagdstaffel 11 an. Am 24. März flog er mit ihm den ersten gemeinsamen Kampfeinsatz. Am 22. März 1917 wurde Richthofen zum Oberleutnant und schon am 6. April 1917 zum Rittmeister befördert. Beide Beförderungen erfolgten aufgrund seiner besonderen Verdienste schneller als sonst üblich.
Nach dem Tod Max Immelmanns am 18. Juni 1916 und Oswald Boelckes am 28. Oktober 1916 war Richthofen der mit Abstand erfolgreichste deutsche Jagdflieger. Es ist umstritten, ob die Briten dem Flieger, dem der Abschuss oder die Gefangennahme Richthofens gelang, das Victoria-Kreuz, eine Beförderung, ein eigenes Flugzeug als Geschenk, 5000 Pfund Sterling und einen besonderen Preis der Flugzeugfabrik, deren Flugzeug er benutzte, als Belohnung zusicherten. Es gilt weiter als unklar, ob der deutschen oder britischen Propaganda die Erfindung eines „Anti-Richthofen-Geschwaders“ zuzuschreiben ist, das offiziell nie existierte.
In den Monaten, in denen Richthofen die Jasta 11 anführte, entwickelte sie sich zu einer Eliteeinheit. Er selbst schoss über 20 britische Flugzeuge ab, auch seine Männer erzielten sehr hohe Abschusszahlen. Die Staffel hatte großen Anteil daran, dass die Briten den April 1917 als „Bloody April“ (dt. wörtlich „Blutiger April“, sinngemäß etwa auch „Verdammter April“) bezeichnen. Die durchschnittliche Lebenserwartung eines Piloten des Royal Flying Corps und des Royal Naval Air Service war von 295 Stunden im Einsatz auf 92 Stunden gefallen. Aus Anlass seines 50. Feindabschusses wurde Richthofen von Kaiser Wilhelm II. empfangen und beglückwünscht. Innerhalb der deutschen Zivilbevölkerung war er sehr populär. In dieser Zeit wurde er aber von der Kriegspropaganda zunehmend instrumentalisiert und glorifiziert.
Im Juni 1917 wurde aus den Jagdstaffeln 4, 6, 10 und 11 das Jagdgeschwader 1 aufgestellt. Alle vier Staffeln operierten unter dem Kommando Richthofens. Am 6. Juli 1917 wurde er während eines Luftkampfes von einem Projektil am Kopf getroffen, erlitt dabei laut ärztlichem Befund eine schwere Gehirnerschütterung und höchstwahrscheinlich auch eine Hirnblutung. Infolgedessen verlor er für etwa eine Minute das Sehvermögen und die motorische Kontrolle. Nur mit knapper Not gelang es ihm schließlich, das aus 4000 Metern Höhe unkontrolliert abstürzende Flugzeug notzulanden. Von dieser Verwundung erholte er sich nie mehr vollständig. Während der Genesungszeit erschien beim Ullstein Verlag Berlin in der Reihe der Ullstein-Kriegsbücher die Autobiografie Richthofens Der rote Kampfflieger. Ärzte rieten ihm, sich zu schonen und erst wieder vollständig gesund zu werden, doch schon nach 40 Krankheitstagen flog Richthofen wieder Einsätze.
Zusammen mit seinem Bruder Lothar von Richthofen wurde er am 26. Dezember 1917 als Beobachter zu den Friedensverhandlungen nach Brest-Litowsk beordert. Da die Verhandlungen vorzeitig abgebrochen wurden, erlaubte der Oberbefehlshaber Ost den Brüdern die Jagd in den Wäldern von Białowieża, dem exklusivsten Jagdrevier des ehemaligen russischen Zarenhauses. Nach Wiederaufnahme der Verhandlungen blieben beide bis Mitte Januar 1918 in Brest-Litowsk. Manfred von Richthofen wurde dann nach Berlin zurückbeordert, um bei der Prüfanstalt der Flugzeugmeisterei neue Prototypen zu begutachten. Anschließend nahm er an einigen Propagandaveranstaltungen in Berliner Rüstungsfabriken teil.

### Fliegender Zirkus
Wegen der zahlenmäßigen Unterlegenheit der deutschen Fliegertruppe (Verhältnis 1 : 3) entwickelte Richthofen im Frühjahr 1918 eine Kampftaktik, die, von den Engländern „Fliegender Zirkus“ genannt, in die Militärgeschichte einging. Dieser Aussage lagen drei Aspekte zugrunde. Richthofens Geschwader bestand aus der Elite der Fliegertruppe und wurde regelmäßig an Brennpunkten der Bodenkämpfe eingesetzt. Die Einheit war inzwischen völlig mobil geworden und konnte daher schnell den Standort wechseln. Zu diesem Zweck wurden die Flugzeuge demontiert und zusammen mit dem benötigten Material auf Lastwagen verladen. So konnte das Geschwader ähnlich einem Wanderzirkus innerhalb kürzester Zeit zu den entsprechenden Einsatzgebieten verlegt werden, die meistens in unmittelbarer Nähe der Front lagen. Da die Alliierten sich über diese Taktik im Klaren waren und das Auftauchen des Geschwaders genauestens registrierten, verzichtete man auf deutscher Seite auf die sonst übliche Tarnfarbe an den Flugzeugen und malte sie stattdessen bunt an. Durch die Präzision, mit der die Flugzeuge gesteuert wurden, sahen die Luftkämpfe aus der Entfernung wie akrobatische Kunststücke unter einer Zirkuskuppel aus.

### Entstehung des Namens „Roter Baron“
Sein Beiname „Roter Baron“ geht vermutlich auf ein englisches Nachkriegsbuch zurück, das seinen Titel „Freiherr“, den es im Englischen nicht gibt, mit „Baron“ übersetzte. Im Ersten Weltkrieg wurde Richthofen auf französischer Seite « le petit rouge » (deutsch: „Der kleine Rote“) oder auch « Diable Rouge » (deutsch: „Roter Teufel“) genannt. Für eine Benutzung des Namens „Roter Baron“ noch während des Krieges gibt es keine Belege.

### Richthofens Tod
Am 21. April 1918 hob Richthofen mit einem Fokker-Dr.I-Dreidecker und neun anderen Piloten vom Flugplatz Cappy ab. Die Gruppe verwickelte sich in einen Luftkampf mit den Sopwith Camels der No. 209 Squadron RAF, angeführt von dem Kanadier Arthur Roy Brown. In diesem Luftkampf verfolgte der kampfunerfahrene kanadische Leutnant Wilfrid Reid May (Wop Mai) den ebenfalls kampfunerfahrenen Wolfram von Richthofen, den Cousin von Manfred von Richthofen. Als Manfred sah, dass sein Cousin angegriffen wurde, eilte er ihm zu Hilfe und schoss auf May. Als Brown sah, dass May in Schwierigkeiten war, setzte er sich im Sturzflug hinter Richthofen und schoss aus großer Entfernung einige Feuerstöße, die höchstwahrscheinlich fehlgingen. Während Richthofen May über die britischen Linien verfolgte, wurde er von drei australischen MG-Schützen beschossen. Getroffen von einer Kugel, die von rechts unten in seinen Oberkörper eingedrungen war, landete Richthofen nahe der australischen Stellung, unweit der französischen Gemeinde Corbie. Die Stelle ist unter den Koordinaten 49° 55′ 50,9″ N, 2° 32′ 29,9″ O zu finden. Er starb kurz nach Ankunft der australischen Soldaten. Sein kaum beschädigter berühmter Dreidecker wurde von Souvenirjägern zerlegt.
Manfred von Richthofen hatte in seiner Karriere bei der Fliegertruppe 80 bestätigte Luftsiege erzielt. Am Tage seines Todes hatte der Bericht des deutschen Generalstabes seinen 79. und 80. Luftsieg gemeldet. Er wurde am 22. April von britischen Soldaten mit vollen militärischen Ehren beerdigt.
Sein Geschwader erfuhr am 23. April 1918 vom Tod Richthofens durch ein Jagdflugzeug der Royal Air Force, das die Basis überflog und folgende Botschaft sowie einige Fotos abwarf:

“To the German Flying Corps. Rittmeister Manfred Freiherr von Richthofen was killed in aerial combat on April 21st 1918. He was buried with full military honours.”

„An das deutsche Fliegerkorps. Rittmeister Manfred Freiherr von Richthofen wurde am 21. April 1918 in einem Luftkampf getötet. Er wurde mit allen militärischen Ehren bestattet.“

Der kommandierende General Ernst von Hoeppner erließ folgenden Nachruf im Verordnungsblatt für Luftstreitkräfte:

„Unserem Rittmeister Freiherrn v. Richthofen ! Rittmeister Manfred Freiherr v. Richthofen ist von der Verfolgung eines Gegners nicht zurückgekehrt. Er ist gefallen. Die Armee hat einen rastlosen und verehrten Helfer, die Jagdflieger haben ihren fortreißenden und geliebten Führer verloren. Er bleibt ein Held des deutschen Volkes, für das er kämpfte und für das er starb. Sein Tod ist eine tiefe Wunde für sein Geschwader und für die gesamten Luftstreitkräfte. Der Wille, durch den er siegte, mit dem er führte und den er vererbte, wird die Wunde heilen!“

Im Jahr 1999 publizierte der deutsche Arzt Henning Allmers im britischen Fachblatt Lancet eine vielbeachtete Arbeit, in der er die Krankengeschichte Richthofens sowie den Leichenschaubericht der britischen Ärzte auswertete. Er kam zu dem Schluss, dass Richthofen am Tag seines letzten Kampfes nicht flugtauglich war. Tatsächlich hatten die Ärzte – in Übereinstimmung mit den von Kurt Goldstein für das preußische Kriegsministerium erarbeiteten Empfehlungen – Richthofen von der weiteren Flugtätigkeit dringend abgeraten, was jener aber – offenbar aus Pflichtgefühl – ignoriert hatte.
US-amerikanische Neuropsychologen vermuten, dass Richthofen durch die am 6. Juli 1917 erlittene Kopfverletzung ein posttraumatisches Syndrom erlitten hatte. Die Schädigung des vorderen Hirnlappens habe ein „fixierendes Verhalten“ bewirkt, das dazu geführt haben könnte, dass der „Jäger“ entgegen seiner eigenen früheren Verhaltensregel nicht von seiner „Beute“ gelassen habe, obwohl sie schon tief hinter die eigene Front geflohen war.

### Kontroverse über den Schützen der tödlichen Kugel
Die tödliche Kugel war von rechts in Richthofens Oberkörper eingedrungen. Sie hatte Leber, Lunge und Herz verletzt, bis sie schließlich verdreht auf der linken Seite mit einer großen Wunde ausgetreten war. Das Projektil blieb in Richthofens Fliegerweste stecken. Deswegen gilt als gesichert, dass der in niedriger Höhe fliegende Richthofen sofort notlanden musste und wenig später starb.
Die britische Royal Air Force schrieb dem kanadischen Piloten Brown den Abschuss Richthofens zu. Da deutsche Flieger die unbeschädigte Maschine am Boden sahen, ging man davon aus, dass Richthofen lebend gelandet sei.
Durch später bekannt gewordene Erkenntnisse über die Art der Verletzung und die Ballistik der tödlichen Kugel ist als gesichert anzunehmen, dass die Kugel von einem der MG-Schützen am Boden kurz vor der Notlandung abgefeuert wurde und nicht von einem Piloten in einem Luftkampf. Es besteht keine Sicherheit, wer die tödlichen Schüsse abgab. Im Allgemeinen werden in diesem Zusammenhang drei Personen genannt:
- Sergeant Cedric Popkin hatte sich als der wahrscheinliche Schütze[16] bezeichnet und galt entsprechend jahrzehntelang als derjenige, der Manfred von Richthofen abschoss.
- Robert Buie und William John „Snowy“ Evans eröffneten das Feuer auf den roten Dreidecker, als er ihnen direkt entgegenkam. Buie[17] sagte 1956 aus, er habe einen Treffer in seinem Visier beobachtet, worauf der Dreidecker gelandet sei.

Im Jahr 2001/2002 untersuchte ein Expertenteam, bestehend aus zwei Software-Entwicklern für Flugsimulatoren, einem Ballistikfachmann, einem Gerichtsmediziner, einem Lasertechniker, einem Scharfschützen und einem Historiker, die Vorgänge und kam zu dem Ergebnis, dass von den namentlich bekannten Schützen sowohl Snowy Evans als auch Cedric Popkin den Schuss aus passendem Winkel abgegeben haben konnten. Popkin schrieb in einer handschriftlichen Aufzeichnung jedoch, dass er den Roten Baron traf, als jener direkt auf ihn zuflog, sodass Evans der wahrscheinliche Schütze sei, der den Roten Baron nach seiner Kehrtwende abschoss. Eine andere Untersuchung kam zu dem Ergebnis, dass Buie und Evans angesichts der rechtsseitigen Einschusswunde Richthofen nicht abgeschossen haben konnten. Da nur Cedric Popkin sein MG drehte und anschließend aus passendem Winkel auf den roten Dreidecker schoss, ist er wahrscheinlich der Schütze, der Richthofen abschoss.

## Nachfolge
Nach Richthofens Tod führte Wilhelm Reinhard das Geschwader bis zum Juli. Nachdem dieser bei einem Absturz ums Leben gekommen war, wurde auf Befehl des Kommandierenden Generals der Luftstreitkräfte (Befehl Nr. 178654) Hermann Göring mit der Führung des Geschwaders betraut.

## Ruhestätte
Richthofen wurde am 22. April 1918 in Bertangles durch australische Fliegeroffiziere zu Grabe getragen und mit militärischen Ehren beerdigt. In der darauf folgenden Nacht wurde die Ruhestätte von französischen Dorfbewohnern geschändet, als sie vergeblich versuchten, den Leichnam auszugraben und verschwinden zu lassen. Nachdem die Nachricht vom Tode des zum Nationalhelden stilisierten Fliegers in der Öffentlichkeit bekannt geworden war, verlas der Vizepräsident des Reichstages vor der Vollversammlung die folgende Erklärung:

„Unser Fliegerkönig, Rittmeister Freiherr von Richthofen, ist von seinem letzten Kampfesflug nicht zurückgekehrt. Sie wissen alle, obgleich er erst ein Vierteljahrhundert alt, war er ein Nationalheros geworden, ein Vorbild für seine Truppe, ein Beispiel dessen, was ein tüchtiger Mann im Felde leisten kann.“

Die zentrale Trauerfeier fand am 2. Mai 1918 in Anwesenheit der Kaiserin Auguste Viktoria sowie höchsten Militärs in der Alten Garnisonkirche von Berlin statt. Fünf Jahre später wurde er auf Veranlassung der französischen Militärbehörden auf die Deutsche Kriegsgräberstätte Fricourt umgebettet.
Da die Familie die Gebeine in die Heimat zurückführen wollte, wandte sie sich mit dieser Bitte an das Reichswehrministerium. Das Ministerium trat daraufhin in Verhandlungen mit den Franzosen und konnte die Familie schließlich überzeugen, den Leichnam nicht auf dem Friedhof in Schweidnitz, wo bereits sein Vater und sein jüngerer Bruder Lothar lagen, zu bestatten, sondern einem Begräbnis auf dem Invalidenfriedhof von Berlin zuzustimmen. Am 20. November 1925 wurde der von seinem Bruder Karl-Bolko aus Frankreich überführte Leichnam für einen Staatsakt nach Deutschland gebracht. Nach einer kurzen Feier in der Gnadenkirche unter Anwesenheit von Reichspräsident Paul von Hindenburg und zahlreichen Regierungsmitgliedern, darunter Reichskanzler Hans Luther und Reichswehrminister Otto Geßler, wurde er nach einem Trauerzug von Hunderten Soldaten und Offizieren unter großer Anteilnahme der Berliner in einem Ehrengrab auf dem Invalidenfriedhof beigesetzt. Am 28. Oktober 1926 errichtete der Verein Ring der Flieger e. V. auf dem Grab feierlich einen Deckstein. Die Nationalsozialisten, die Richthofen für ihre Ideologie missbrauchten, ließen die Grabstätte 1937 repräsentativer gestalten. Sie erhielt zusätzlich einen aufrecht stehenden Grabstein, der lediglich den Namen Richthofens in lateinischen Versalien trug.
Ab 1961 lag der Invalidenfriedhof im unmittelbaren Hinterland der Berliner Mauer und war nicht länger öffentlich zugänglich. Zum stufenweisen Ausbau der Grenzanlagen gehörte 1975 das Planieren des Richthofengrabes. Seiner Familie wurde gestattet, das Grab umzusetzen. Die Umbettung erfolgte am 11. Februar 1975. Richthofens sterbliche Überreste ruhen seither neben denen seines Bruders Karl-Bolko und seiner Schwester Elisabeth im Familiengrab auf dem Südfriedhof Wiesbaden. Den Grabstein stiftete die Familie am 12. März 1975 dem Jagdgeschwader 71 „Richthofen“ der Luftwaffe. Im Jahr 2009 wurde an der Stelle des ehemaligen Grabes auf dem Invalidenfriedhof Berlin ein Gedenkstein eingeweiht. Der 1975 versetzte Grabstein kehrte 2017 auf den Invalidenfriedhof zurück.
- Grabstätten und Beisetzung
- Beerdigung Richthofens, Film (1918)
- Beisetzung in Bertangles (1918)
- Grab in Bertangles (1918)
- Grab auf dem Invalidenfriedhof (1931)
- Gedenkstein auf dem Invalidenfriedhof (2009)
- Familiengrab auf dem Südfriedhof Wiesbaden (2013)
- Grabplatte Manfred von Richthofens auf Familiengrab in Wiesbaden (2016)
- Der wiedererrichtete Grabstein von 1937 auf dem Invalidenfriedhof (2017)

## Ehrungen
Manfred von Richthofen erhielt in seiner Laufzeit zahlreiche Orden und Ehrenzeichen, der angesehenste darunter war der Pour le Mérite. Nach seinem 70. Luftsieg beantragte General Ludendorff für ihn das Eichenlaub zum Pour le Mérite. Das Militärkabinett lehnte eine Verleihung jedoch ab. Man berief sich darauf, dass diese hohe Auszeichnung nur für eine gewonnene Schlacht vergeben werden konnte. Richthofen erhielt stattdessen am 2. April 1918 den Roten Adlerorden III. Klasse mit Krone und mit Schwertern. Die Exklusivität dieser Auszeichnung ist jedoch höher einzustufen als das Eichenlaub zum Pour le Mérite, da der Orden in dieser Kombination bis zum Ende der Monarchie lediglich sechs Mal verliehen wurde.

### Orden und Ehrenzeichen
Deutsches Reich/Bundesstaaten
- Preußisches Militär-Flugzeugführer-Abzeichen
- Ehrenbecher für den Sieger im Luftkampf
- Eisernes Kreuz (1914) II. und I. Klasse am 23. September 1914[24] bzw. 10. April 1916[25]
- Herzog-Carl-Eduard-Medaille mit Schwerterspange am 9. November 1916[24]
- Ritterkreuz des Königlichen Hausordens von Hohenzollern mit Schwertern am 11. November 1916[24]
- Orden pour le mérite am 12. Januar 1917
- Ritterkreuz des Militär-St.-Heinrichs-Ordens am 16. April 1917
- Roter-Adler-Orden III. Klasse mit Krone und Schwertern am 2. April 1918
- Ritterkreuz I. Klasse des Herzoglich Sachsen-Ernestinischen Hausordens mit Schwertern
- Bayerischer Militärverdienstorden IV. Klasse mit Krone und Schwertern
- Ritterkreuz des Württembergischen Militärverdienstordens
- Hessische Tapferkeitsmedaille
- Kreuz für treue Dienste
- Lippisches Kriegsverdienstkreuz
- Kriegsehrenkreuz für heldenmütige Tat
- Braunschweiger Kriegsverdienstkreuz II. Klasse
- Verwundetenabzeichen (1918) in Schwarz
- Hanseatenkreuze der drei Hansestädte Bremen, Hamburg, Lübeck

Österreich-Ungarn
- Orden der Eisernen Krone III. Klasse
- Österreichisches Militärverdienstkreuz III. Klasse mit Kriegsdekoration
- Feld-Pilotenabzeichen

Bulgarien
- Militärorden für Tapferkeit IV. Klasse am 12. Juni 1917[26]

Osmanisches Reich
- Eiserner Halbmond
- Silberne Imtiyaz-Medaille
- Silberne Liakat-Medaille

### Posthume Ehrungen und Nachwirkung
Die Stadt Schweidnitz (Świdnica) errichtete dem kurzzeitigen Sohn der Stadt 1928 ein Denkmal, welches heute noch existiert.
Göring führte 1935 den „Ehrentag für die deutsche Luftwaffe“ ein, der an Richthofens Todestag bis zum Ende des Nationalsozialismus 1945 begangen wurde. Bereits am 14. März 1935 hatte Hitler einen Erlass herausgegeben, der bestimmte, dass ein Jagdgeschwader mit der Bezeichnung „Jagdgeschwader Richthofen“ aufzustellen sei. Das Jagdgeschwader 2 der Luftwaffe führte vom 1. Mai 1939 bis 7. Mai 1945 den Ehrennamen „Richthofen“.
Auch einer der Traditionsverbände der bundesdeutschen Luftwaffe ist seit 1961 nach Manfred von Richthofen benannt: das heutige Taktische Luftwaffengeschwader 71 „Richthofen“ im ostfriesischen Wittmund, das auch eine Richthofen-Kaserne besitzt. Unter dem Gesichtspunkt der Kontinuität entschied dessen erster Kommodore, Erich Hartmann, seinerzeit, das Abzeichen des Jagdgeschwaders 2 aus dem Zweiten Weltkrieg zu übernehmen, allerdings unter Hinzufügung des NATO-Sterns. Aus Anlass des 100. Todestages Richthofens wurde beim Geschwader im April 2018 ein würdigender Festakt mit Serenade abgehalten.
Im Berliner Bezirk Tempelhof-Schöneberg, im „Fliegerviertel“ in der Nähe des Flughafens Tempelhof, gibt es seit 1936 die nach ihm benannte Manfred-von-Richthofen-Straße. Auf dem Gelände des ehemaligen Fliegerhorstes in Detmold, der bis in die 1990er Jahre noch als Kaserne von den Briten genutzt wurde, gibt es ebenfalls eine Richthofenstraße sowie in weiteren Städten, darunter Augsburg, Bremen, Günzburg, Landau in der Pfalz, Kiel-Holtenau, Külsheim, Norderney und Wangerooge. In Münster befand sich von 1971 bis 2010 das Lufttransportkommando an der Manfred-von-Richthofen-Straße. Ebenfalls ist eine Richthofenstraße in Ingolstadt im sogenannten Fliegerviertel zu finden, in dem alle Straßen nach berühmten Piloten benannt sind. Des Weiteren war das heutige Friedrich-Engels-Gymnasium, in Berlin-Reinickendorf, von 1939 bis 1945 nach Richthofen benannt. Die Richthofensiedlung in Mülheim an der Ruhr ist nach Manfred von Richthofen benannt.
Die Offiziere aller fliegenden Verbände der Luftwaffe spielen jedes Jahr zu seinen Ehren den „Red Barons Cup“ im Fußball aus.
Seit 2019 ist auf dem israelischen Militärflugplatz Tel Nof die sog. Red-Baron-Staffel stationiert, ein gemischter deutsch-israelischer Verband, in dem deutsche Luftwaffensoldaten in der Handhabung der israelischen Heron-TP-Drohnen geschult werden. Es handelt sich um den einzigen nicht rein israelischen Verband innerhalb der israelischen Luftwaffe. Die deutschen Soldaten gehören zum Taktischen Luftwaffengeschwader 51 „Immelmann“. Die Namensgebung des Kooperationsprogramms zu Ehren Manfred von Richthofens erfolgte durch die israelische Luftwaffe.

## Filme und Popkultur
- Richthofen, der rote Ritter der Luft, D 1927
- In der Comicreihe Die Peanuts taucht der Rote Baron in der Fantasie des Hundes Snoopy als dessen Feind auf. Dabei sind jedoch weder Manfred von Richthofen noch sein Flugzeug je sichtbar im Bild. Auf dem Comic basierte auch das international erfolgreiche Lied Snoopy vs. the Red Baron (1966) von The Royal Guardsmen.
- Manfred von Richthofen – Der Rote Baron (Film, 1971)
- Indiana Jones und der Rote Baron (Film, 1995)
- Der Rote Baron (Film, 2008)
- Red Baron (Computerspiele)
- Empire Earth (Computerspiel), hier ist der Rote Baron in der deutschen Kampagne ein spielbarer Charakter.
- Der Rote Baron – Manfred von Richthofen (Dokumentation, 2015)[32]